# Laura Bassiová
Laura Bassiová, celým jménem Laura Maria Catarina Bassi (31. října 1711, Bologna – 20. února 1778, Bologna), byla italská fyzička. Byla první ženou na světě, která získala univerzitní post v oblasti přírodních věd. Byla též první ženou, která se v Evropě stala profesorkou fyziky a druhou ženou na světě, která získala doktorát z filozofie. Věnovala se, z newtonovských pozic, problému gravitace, optiky, světla, elektřiny či vody.

## Život a dílo
Laura Bassiová se narodila v Bologni a v tomto městě prožila celý život. Byla jediným dítětem zámožného právníka Giuseppe Bassiho a jeho manželky Marie Rosy Cesariové. Rodiče jí poskytli základní vzdělání a jelikož projevovala výjimečné intelektuální schopnosti, přáli si, aby pokračovala ve studiu. V době dospívání převzal její výuku profesor boloňské univerzity Gaetano Tacconi, který byl zároveň rodinným lékařem. Lauru učil fyzice, logice, filozofii, psychologii, matematice, řečtině, latině a mnoha dalším disciplínám. Své výjimečné schopnosti a vědomosti prokázala v debatě s pěti univerzitními profesory a 26. března 1732 byla zvolena čestnou členkou boloňské Akademie věd. Poté, co dne 17. dubna 1732, ve věku dvaceti let, úspěšně obhájila před početným publikem 49 tezí z oblasti logiky a filozofie, boloňská univerzita jí 12. května udělila titul doktorát filozofie. Ve věku 20 let se stala jednou z prvních žen v Evropě, která získala tuto akademickou hodnost a tím oprávnění vyučovat jako soukromá osoba na univerzitách a vysokých školách. Dne 27. června obhájila diplomovou práci z přírodní filozofie. Kvůli příslušnosti k ženskému pohlaví neměla stejné postavení jako mužští kolegové a její možnosti výuky byly omezeny jen na příležitostné přednášky z matematiky a fyziky. Dne 17. prosince 1732 měla první slavnostní přednášku v anatomickém divadle Archiginnasio, jedné z nejvýznamnějších budov v Bologni. Univerzita nechala na její počest zhotovit pamětní medaili, na které byla zobrazena jako Minerva, římská bohyně moudrosti. 

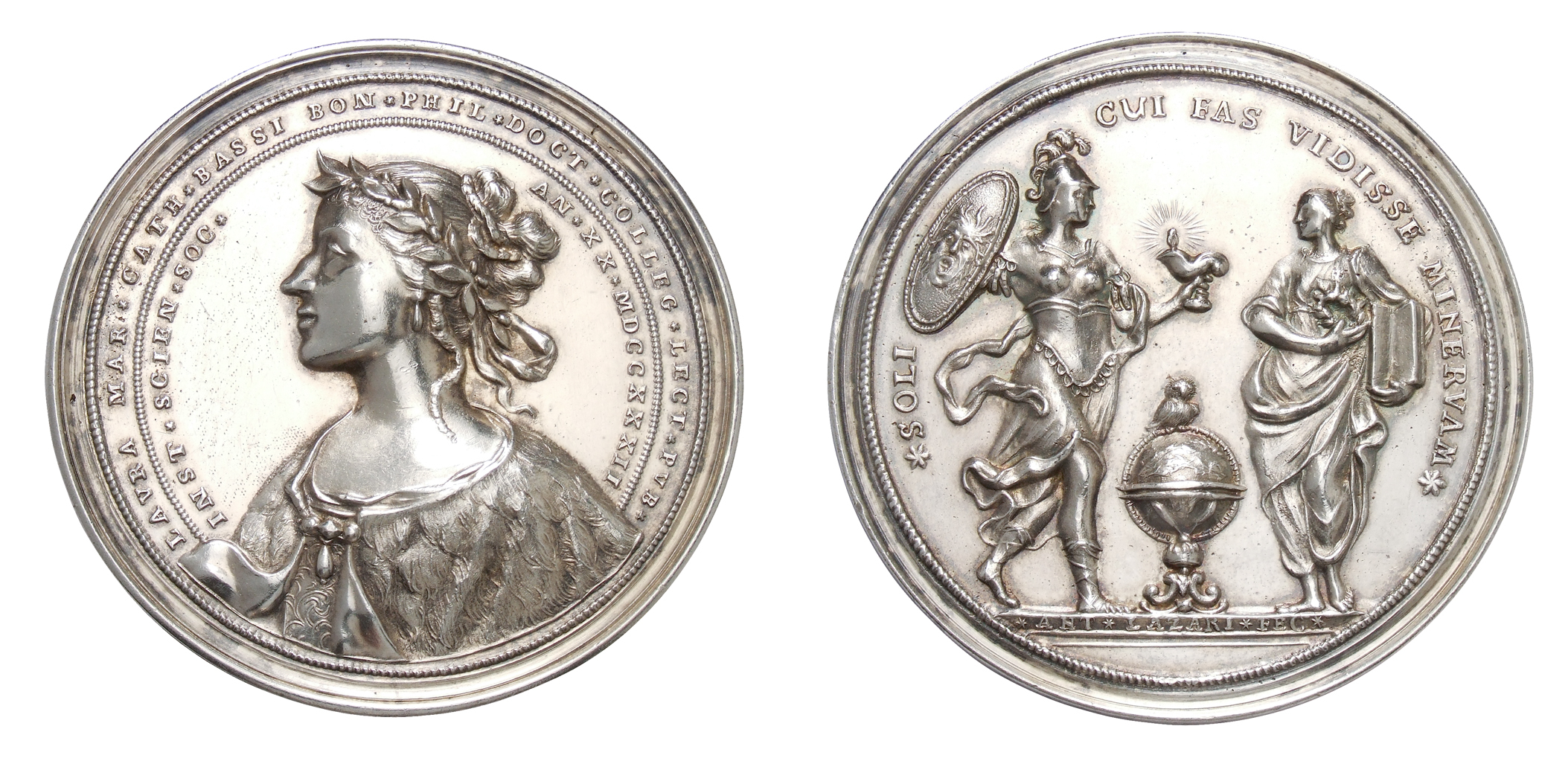
stříbrná medaile na počest Laury Bassiové (1732)

V roce 1738 se Laura provdala za lékaře a přírodovědce Giuseppe Verattiho, se kterým měla 8 dětí (pouze pět se dožilo dospělosti). Manžel měl pochopení pro její vědeckou práci i přednáškovou činnost, stal se jejím asistentem. V roce 1745 byla papežem Benediktem XIV. jmenována členkou Benediktinské akademie, což bylo spojeno s roční rentou. Papež jako boloňský rodák, chtěl vrátit městu pověst hlavního centra italské vzdělanosti a Laura Bassiová se měla stát symbolem vědecké a kulturní obrody města. Jako členka akademie měla povinnost předkládat papeži každý rok zprávu o své činnosti. Mezi lety 1746 až 1777 jich vypracovala celkem 31. První obsahovala výsledky experimentů se stlačováním vzduchu, poslední pak o vlastnostech těles, které zadržují teplo a elektřinu více než jiná. 
V roce 1749 zahájila s velkým úspěchem kurzy experimentální fyziky. Lekce se konaly u ní doma, v laboratoři, kterou si zřídila společně se svým manželem. Navštěvovali je především studenti Boloňské univerzity, akademický senát proto rozhodl, že Lauře přidělí stálý plat. Od roku 1766 začala vyučovat experimentální fyziku studenty Collegio Montalto v Bologni.
Laura Bassiová byla stoupenkyní Newtonových teorií a snažila se je aplikovat v mnoha oblastech výzkumu, zejména v elektrofyzice. Zabývala se i problémy optiky, gravitace a refrakce. Z jejích asi 28 vědeckých prací se 13 věnovalo fyzice, 11 hydraulice, 1 mechanice, 1 chemii a 2 matematice. V písemné formě se dochovaly pouze 4 publikace: 
- De aeris compressione (1745) – dospěla k závěru, že Boylův zákon platí jen za určitých podmínek
- De immixto fluids aere (1747) – zdůvodnění jevu tvorby vzduchových bublinek v kapalinách na stěnách nebo dně nádoby
- De problemate quodam hydrometrico (1757) - zabývá se hydrometrií
- De problemate quodam mechanico (1757) – aplikuje diferenciální počet na pohyb soustavy těles aproximované hmotným bodem.

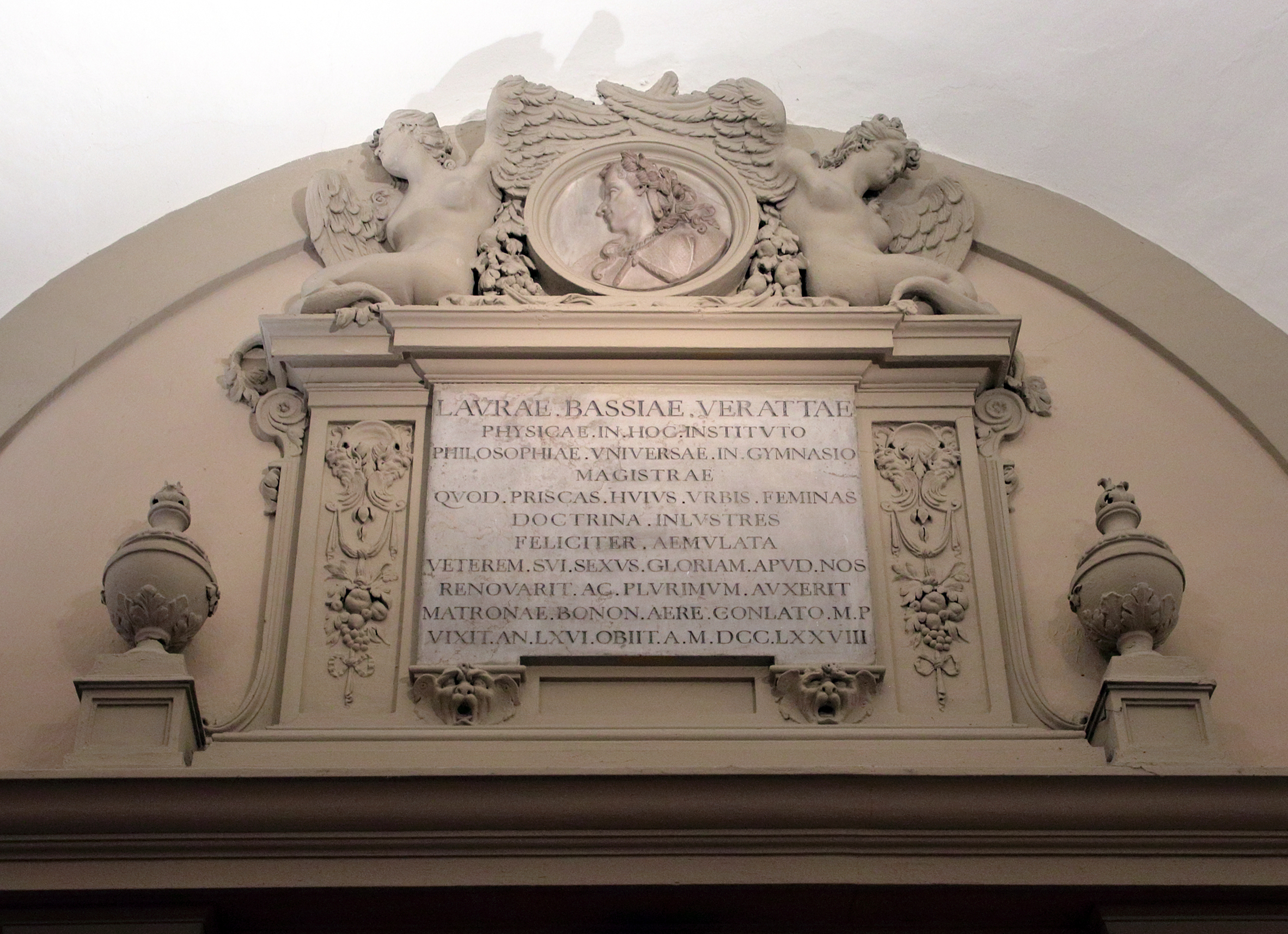
Památník Laury Bassiové v budově Boloňské univerzity (Palác Poggi)

Díky úctě, kterou si získala svým výzkumem a pedagogickou činností, byla v roce 1776 jmenována profesorkou experimentální fyziky v Ústavu věd Boloňské akademie, a to bez jakéhokoli omezení kvůli pohlaví.
Byla v kontaktu s mnoha evropskými učenci, jako byli např. Alessandro Volta, Jérôme Lalande, Charles Bonnet nebo Voltaire. Dokonale ovládala francouzštinu, kterou používala jak při diskusi se svými návštěvníky, tak při experimentálních demonstracích.
Zemřela v Bologni na selhání srdce 20. února 1778 ve věku 66 let. Je pohřbena v kostele Božího těla (Corpus domini) v Bologni.

### Posmrtný ohlas
- V roce 1991 byl po ní pojmenován kráter Bassi na Venuši
- V roce 2017 byl po ní pojmenován asteroid 15742 Laurabassi, který byl objeven v roce 1991
- V roce 2019 byl uveden do provozu první italský ledoborec Laura Bassi z Geofyzikálního institutu v Terstu pro oceánografický výzkum.
- V roce 2018 byl v Rakousku zahájen výzkumný program „Laura Bassi: Utváření spravedlivé budoucnosti“ na podporu realizace konkrétních inovačních projektů a digitalizace určený pro různé vzdělávací instituce a inovační organizace. Program je financován Spolkovým ministerstvem pro digitální a ekonomické záležitosti a Národní nadací pro výzkum, technologii a vývoj . [4]
- Nadace Bassi je dobročinná organizace založená v roce 2018 s cílem podporovat výzkum opomíjených témat na akademické půdě. Poskytuje podporu a zdroje pro vědce, kteří zkoumají oblasti, kterým se tradičně nevěnuje dostatečná pozornost napříč humanitními, společenskými a přírodními vědami formou výzkumných grantů. [5]
- Vydavatelství Editing Press založilo v roce 2018 Stipendium Laura Bassi s cílem poskytovat redakční pomoc postgraduálním a juniorským akademikům, jejichž výzkum se zaměřuje na opomíjená témata studia. [6]